# Hugo (serie)
Hugo è una serie di videogiochi d'azione sviluppati e pubblicati principalmente dall'editrice danese ITE (Interactive Television Entertainment, ex SilverRock Productions) a partire dal 1990. Il protagonista di questa serie è Hugo, un troll amichevole con aspetto da cartone animato.

## Storia
Il personaggio venne creato per il gioco televisivo interattivo Skærmtrolden Hugo, dove i concorrenti partecipavano da casa tramite i tasti del telefono. Il gioco ebbe origine all'interno del programma danese di TV 2 Eleva2ren nel 1990 e venne poi riproposto in molti altri paesi d'Europa, Asia e Sudamerica, con diversi titoli, mantenendo il nome Hugo per il personaggio. Il primo videogioco di Hugo utilizzato nel programma fu Skærmtrolden Hugo, ambientato in una miniera, poi seguito da altri con diverse ambientazioni. 
I primi giochi commerciali sono usciti a partire dal 1991 per Amiga, Commodore 64 e MS-DOS, a partire da conversioni di Skærmtrolden Hugo e di altri giochi del programma televisivo. In seguito sono stati prodotti giochi per Game Boy, Game Boy Color, PlayStation, Windows, PlayStation 2, Wii e telefoni cellulari. Nel 2005 Hugo è stato rinominato Agent Hugo (Agente Hugo nel doppiaggio italiano) per una nuova serie di giochi 3D. Nel 2011, Krea Medie ha iniziato a pubblicare una serie di giochi remake per dispositivi mobili basati su Android.

## Trama
Nella maggior parte dei giochi la strega Scilla (nome diverso in alcuni paesi, come ad esempio "Hexana" in Germania e "Afskylia" nella versione originale danese) rapisce la moglie (Hugoline) e i figli (TrolleRit, TrolleRat, e TrolleRut) di Hugo, per creare una pozione di bellezza. Hugo deve salvarli e portare la pace nei boschi, ma a causa della strega ci sono diversi ostacoli sul suo cammino. Durante il gioco Hugo e a volte anche Scilla comunicano con il giocatore in modo diretto, utilizzando discorsi digitalizzati, rompendo così la quarta parete (per interagire a volte bussano o graffiano lo schermo).

## Videogiochi
Elenco non esaustivo dei giochi pubblicati commercialmente:
- Skærmtrolden Hugo (1991) per Amiga, C64, DOS
- Hugo: På Nye Eventyr (1991) per Amiga, DOS, Mac OS
- Hugo: På Nye Eventyr Del 2 (1992) per Amiga, DOS, Mac OS
- Hugo 3 (1995) per DOS
- Hugo 4 (1996) per DOS
- Hugo (1996) per Game Boy; variante di The Bugs Bunny Crazy Castle 2
- Hugo 2 (1997) per Game Boy, Game Boy Color (quest'ultimo con titolo Hugo 2½)
- Hugo 5 (1997) per DOS, Windows
- Hugo: Winter Games (1997) per Windows
- Hugo: Wild River (1998) per Windows
- Hugo: The Magic Oak (1998) per Windows; parte della linea Play and Learn
- Hugo: The Bewitched Rollercoaster (1999) per Windows; parte della linea Play and Learn
- Hugo Save Christmas (1998) per Windows
- Hugo (1998) per PlayStation
- Hugo: Jungle Island (1999) per Windows
- Hugo: Scylla's Revenge (1999) per Windows
- Hugo 2 (1999) per PlayStation
- Hugo: Alla ricerca delle pietre solari (2000) per PlayStation, Windows
- Hugo in the Hut (2000) per Windows
- Hugo: Jungle Island 2 (2000) per Windows
- Hugo: The Secrets of the Forest (2000) per Windows; parte della linea Play and Learn
- Hugo: The Magic Journey (2001) per Windows; parte della linea Play and Learn
- Hugo: La febbre dei diamanti neri (2001) per PS, Windows, GBC
- Hugo: Heroes of the Savannah (2001) per Windows; parte della linea Play and Learn
- Hugo: Frog Fighter (2002) per PlayStation
- Hugo and the Animals of the Ocean (2002) per Windows; parte della linea Play and Learn
- Hugo: The Forces of Nature (2002) per Windows; parte della linea Play and Learn
- Hugo: Lo specchio stregato (2002) per GBA, GBC, PS, Windows
- Hugo in Space (2003) per Windows; parte della linea "Play and Learn"
- Hugo: Smakkaball (2003) per Windows
- Hugo: Bukkazoom! (2003) per PlayStation 2, Windows, GBA
- Hugo: Follow the Monkey (2003) per J2ME
- Hugo Goes Fishing (2003) per J2ME
- Hugo in the Snow (2003) per J2ME
- Hugo in the Xmas Snow (2003) per J2ME; versione natalizia di Hugo in the Snow
- Hugo: Runamukka (2004) per Windows
- Hugo: Cannon Cruise (2004) per PS2, Windows
- Hugo: Black Diamond Fever 2 (2004) per J2ME
- Hugo: Titan (2004) per Windows
- Hugo: Saphir (2004) per Windows
- Hugo: Penguin Battle (2005) per Windows
- Agent Hugo (2005) per PS2, Windows
- Fernando and Hugo (2005) per J2ME
- Agent Hugo: RoboRumble (2006) per PS2, Windows, GBA
- Hugo: Food Fight (2006) per J2ME
- Agent Hugo: Lemoon Twist (2007) per PS2, Windows, Wii
- Agent Hugo: Hula Holiday (2008) per PS2, Windows, Wii
- Hugo: Magi i Troldeskoven (2009) per PS2, Windows, Wii, NDS
- Hugo Troldeakademiet: Den Forsvundne Kæmpe (2010) per NDS
- Hugo Troldeakademiet: Kampen om Krystalkortet (2010) per NDS
- Hugo Retro Mania (2011) per Android, iOS, Windows
- Hugo Troll Race (2012) per Android, iOS, Windows
- Hugo Troll Wars (2013) per Android, iOS
- Ronaldo & Hugo: Superstar Skaters (2015) per Android, iOS
- Hugo Flower Flush (2015) per Android, iOS
- Hugo Troll Race 2: Rail Rush (2016) per Android, iOS
- Hugo Adventure: The Mystery Islands (2016) per Android, iOS
- Hugo: Up & Away (2022)